# كوك هاريل
ثادس «كوك» هاريل (بالإنجليزية: Kuk Harrell)‏ هو مغني أمريكي وكاتب غنائي، منتج أسطوانات، موزع موسيقي ومهندس صوتي. وهو عضو في فريق إنتاج عملهم تأليف الأغاني وإنتاجها مكونة من كوك، كريستوفر «تريكي» ستيورات وتيريس "ذا-دريم" ناش. حالياً كوك هاريل عقد صفقة مع دار النشر العالمية سوني/أي تي ري الموجودة في المملكة المتحدة.

## روابط خارجية
- كوك هاريل على موقع ميوزك برينز (الإنجليزية)
- كوك هاريل على موقع أول ميوزيك (الإنجليزية)
- كوك هاريل على موقع ديسكوغز (الإنجليزية)